# Rainer Schönborn (Eiskunstläufer)
Rainer Schönborn (* 26. Mai 1962 in Zweibrücken, Rheinland-Pfalz) ist ein ehemaliger deutscher Eistänzer. Mit seiner Eistanzpartnerin Petra Born wurde er dreimal Deutscher Meister im Eistanz und gewann 1985 die Bronzemedaille bei den Europameisterschaften. Das Paar wurde 9. der Olympischen Winterspiele 1984. Sie starteten zunächst für den ERCH Zweibrücken und später für den Würzburger ERV. Ihr Trainer war Martin Skotnický.

## Erfolge/Ergebnisse
(mit Petra Born)
| Wettkampf/Jahr           | 1981 | 1982 | 1983 | 1984 | 1985 |
| ------------------------ | ---- | ---- | ---- | ---- | ---- |
| Olympische Winterspiele  |      |      |      | 9.   |      |
| Weltmeisterschaften      | 21.  | 14.  | 9.   | 9.   | 5.   |
| Europameisterschaften    | 16.  | 11.  | 6.   | 6.   | 3.   |
| Deutsche Meisterschaften | 2.   | 2.   | 1.   | 1.   | 1.   |